# トヌ・カリユステ
トヌ・カリユステ（Tõnu Kaljuste, 1953年8月28日 - ）は、エストニアの指揮者。

## 経歴
1953年、エストニア・ソビエト社会主義共和国・タリンで生まれた。父・エストニアの合唱指揮者であるヘイノ・カリユステ（1925年 - 1989年）と母・ラジオジャーナリストのリア・カリユステの間に生まれた。幼少期は父が指導を行っていた聖歌隊に所属していた。1971年、タリン音楽高校を卒業。1976年、タリン音楽院でユリ・バリステとロマン・マツォフに師事し、卒業学位を取得。その後は1978年までレニングラード音楽院で大学院生として学んだ。
1974年、ルネサンス音楽から現代の前衛音楽に至るまでの合唱作品を演奏するアンサンブルであるエッレルヘイン室内合唱団（Ellerhein Chamber choir）の指導者を父から引き継ぐ。1978年から1980年までタリン音楽院で合唱指揮の教授を務め、1980年のベーラ・バルトーク国際合唱コンクールで最優秀指揮者賞を受賞した。エストニア政府からの財政支援を受けて、エッレルヘイン室内合唱団を常設のアンサンブルとし、1981年にエストニア・フィルハーモニー室内合唱団へと改名した。また、1978年から1995年までエストニア国立歌劇場でも指揮を担当した。
1980年10月、著名なエストニアの知識人40名による、エストニア語を保護し、エストニアのクレムリンのロシア化政策に抗議する公開書簡（40人の手紙）に署名を行った。署名者はまた、エストニアのパンク・ロックバンドであるプロペラの公演の禁止に起因して一週間前に発生した、タリンにおける若者の抗議活動に厳しく対処する共和国レベルの政府に対しても抗議の意を表明した。
1991年にエストニアが独立すると、国際的な演奏と録音に対する障壁の多くが解除される。カリユステは、ヴェリヨ・トルミスやエリッキ＝スヴェン・トゥール、ヘイノ・エッレル、アルヴォ・ペルトなどのエストニアの作曲家の作品を録音し、ECMレコードから出版を行い、一躍著名となる。1993年、タリン室内管弦楽団を結成。また、1994年から2000年にかけてスウェーデン放送合唱団の主席指揮者を務め、1998年から2000年まではオランダ室内合唱団の指揮者も務めた。
エストニアの作曲家の他に、カリユステはベートーヴェン、ペンデレツキ、アルフレート・シュニトケ、ラフマニノフ、モーツァルト、セルゲイ・タネーエフ、ヴィヴァルディなどの作品も録音している。
2014年、カリユステは『エストニアの世界』で、アルヴォ・ペルトに次いで2番目に優れたエストニア人として名前が挙がった。

## 家族・親族
1980年に女優のユーレ・カリユステと結婚したが、後に離婚した。